# Swedish House of Finance
Swedish House of Finance (SHoF) (svenska: Nationellt centrum för finansforskning) är ett nationellt forskningscentrum med inriktning mot finansiell ekonomi i Stockholm.

## Verksamhet
Swedish House of Finance är ett nationellt forskningscentrum som samarbetar med Stockholm School of Economics Institute for Research och Swedish Institute for Financial Research, två forskningsinstitut vid Handelshögskolan i Stockholm. Genom att utnyttja resurser hos dessa, tillsammans med SHoFs eget finansiella datacenter och ett omfattande besöks- och utbytesprogram, har man skapat en kritisk massa av forskare och infrastruktur för att möjliggöra för centret att framgångsrikt konkurrera med de bästa forskningsinstitutionerna i Europa och resten av världen.
Forskningscentret arrangerar regelbundna seminarier och konferenser för akademiker, beslutsfattare och verksamma i finansbranschen samt samarbetar med Finansmarknadskommittén och den politiska tankesmedjan Studieförbundet näringsliv och samhälle (SNS).  Man erbjuder utbildning i finansiell ekonomi riktade till doktorander i finansiell ekonomi vid svenska universitet och i industrin genom utbildningsprogram som administreras av IFL vid Handelshögskolan i Stockholm.
Direktör för forskningscentret är Bo Becker.

## Nationellt centrum för finansmarknadsforskning
Verket för innovationssystem (Vinnova), en svensk myndighet med uppgift att finansiera forskning och utveckling, utsåg 2010 Swedish House of Finance till nytt nationellt centrum för finansmarknadsforskning. I samband med utnämnandet tillkännagavs att Vinnova skulle delfinansiera centret med 15 miljoner kronor per år i 10 år, till 2010. Detta var det enskilt största anslaget Handelshögskolan i Stockholm och svensk finansforskning någonsin har fått. Handelshögskolan i Stockholm satsar 15 miljoner kronor per år och finansmarknadsaktörer 15 miljoner kronor per år, vilket innebär att cirka 450 miljoner kronor kommer att satsas på det nationella centrumet under tio år.

## Samarbete
Förutom Stockholm School of Economics Institute for Research vid Handelshögskolan i Stockholm och Swedish Institute for Financial Research, samarbetar SHoF även med Stockholms universitet, Göteborgs universitet och Lunds universitet.

## Donatorer
Swedish House of Finances verksamhet finansieras delvis genom donationer från företag och stiftelser. Flera av de donerande företagen är aktiva inom finansbranschen i Sverige. Bland företagen och stiftelserna märks AFA Försäkring, Alecta, Handelsbanken, Nordea, Segulah, Swedbank och Marianne och Marcus Wallenbergs Stiftelse.